# Jihočeský soubor písní a tanců Úsvit
Soubor Úsvit je jihočeský národopisný a folklórní soubor založený v letech 1951–1952 v Českých Budějovicích.

## Historie
V letech 1951–1952 byl při Pedagogické škole pro vzdělání učitelů národních škol Dr. Zdeňka Nejedlého v Českých Budějovicích založen studentský ženský pěvecký soubor. Když se připojili i muži, tak se od roku 1954 začalo v souboru také tančit. Vznikl soubor písní a tanců. Cílem souboru bylo studovat, předvádět a tím i šířit národní a lidové písně, tance,zvyky a kroje. Zásluhou souboru ožily i zapomenuté jihočeské písně, tance a obřady, například masopustní koleda, čepení nevěsty, rybářské a řemeslnické tance, kolečka. Soubor Úsvit nahrával v rozhlasových studiích v Českých Budějovicích a v Plzni.

### Současnost
Jihočeský soubor písní a tanců Úsvit působí jako spolek. Má tři základní složky: taneční, pěveckou a malou dudáckou muziku. Ve svém repertoáru má písně a tance ze všech národopisných oblastí jižních Čech. Ženská pěvecká skupina je zaměřená na trojhlasné provedení lidové písně. Soubor provází dudácká muzika. Společné koncerty všech tří složek jsou realizovány podle požadavku pořadatelů. Soubor účinkuje na lidových jarmarcích, masopustních akcích, je zván na vernisážová a jiná veřejná představení. Jihočeský folklor je souborem představován doma i v zahraničí.
Přípravkou pro účinkování v Úsvitu je dětský folklorní soubor Úsviťáček, který samostatně pracuje při Dětském domě dětí a mládeže v Českých Budějovicích.

### Osobnosti
V souboru působily výrazné osobnosti, jakými byl Jaroslav Krček (* 1939), Vladimír Krček, Zora Soukupová, Jindřich Pecka (1936–1998), Eva Pecková (* 1941), Jindřich Hovorka (* 1937), Josef Wotava (* 1930), Iva Janžurová, Miroslav Stecher (* 1946), Milan Zicha (1942–2011).

### Ocenění
- 2007 – Cena města České Budějovice za snahu o udržení a rozvíjení hudebních, písňových a tanečně lidových tradic jihočeského regionu[12]